# NGC 5765
NGC 5765 (ook: NGC 5765A) is een spiraalvormig sterrenstelsel in het sterrenbeeld Maagd. Het hemelobject werd op 24 april 1830 ontdekt door de Britse astronoom John Herschel.

## Synoniemen
- IRAS 14483+0519
- UGC 9554
- KCPG 437B
- MCG 1-38-5
- ZWG 48.24
- PGC 53012